# Menachem ben Benjamin Recanati
Menachem ben Benjamin Recanati (benannt nach der Stadt Recanati) war ein Kabbalist in Italien an der Wende vom 13. zum 14. Jahrhundert.
Er war der einzige italienische Kabbalist seiner Zeit und schrieb u. a. einen mystischen Kommentar zum Pentateuch (auch ins Lateinische übersetzt).